# Helictopleurus tamatavensis
Helictopleurus tamatavensis är en skalbaggsart som beskrevs av Olivier Montreuil 2005. Helictopleurus tamatavensis ingår i släktet Helictopleurus och familjen bladhorningar. Inga underarter finns listade i Catalogue of Life.